# Scheld'apen
Scheld'apen was een kunstenaar- en krakerscollectief annex jeugdcentrum dat in 1998 werd ingericht op een braakliggend terrein met een leegstaand gebouw, in het zuiden van de stad Antwerpen. De krakers huisden in woonwagens, het pand (een voormalige kantine voor NMBS-personeel) werd een kunstenaarsruimte. De krakers faxten bij de start het volgende persbericht : …Scheld’apen wil een artistieke vrijplaats in de stad en neemt daarvoor de nodige ruimte…. Hetzelfde jaar werd Scheld'apen door de stad Antwerpen erkend als jeugdwerk. Scheld'apen werd de plek waar veel jonge alternatieve kunstenaars hun eerste stappen zetten.
Tot de eerste initiatieven hoorden een volkskeuken, waarbij elke vrijdag vegetarische maaltijden werden aangeboden, en waarbij het publiek zelf besliste of, en hoeveel, het hiervoor betaalde. Scheld'apen verwierf snel naam als plek waar verschillende feesten en optredens werden gehouden, onder meer door Think of One, DAAU, Dennis Tyfus, Benjamin Verdonck, Freestyle Fabrik, El Guapo Stuntteam, het Maskesmachine, Stijn en Anton Price. Deze optredens vormden de eerste aanzet tot de discotheek Petrol
Een eerste grootschalig festival was Petrol Zuid Pakt Uit/Cirq Fix, met optredens van Scheld'apen's eigen punkfanfare Antifare la Familia, El Guapo Stuntteam, Rad van Fortuin, Rachel Agnew, Benjamin Verdonck, Vitalski, Lady Angelina, Maskesmachine, Ateliers Makerij, Tachtigjarige tapdansers, Toy Death, Les Tigresses, etc.
In 2003 had de stad Antwerpen plannen de locatie te ontruimen en een nieuwe locatie in te richten bij het Noordkasteel. Uiteindelijk werden deze plannen afgeblazen en werden extra hangars bijgehuurd in de buurt van de bestaande locatie. 
Ook tijdens de jaren 2000 bleef Scheld'apen een plek waar zowat alle Antwerpse alternatieve kunstenaars optraden. In 2007 werd Scheld’apen door de stad Antwerpen erkend als bovenlokaal jeugdcentrum, zodat twee deeltijdse personeelsleden in dienst konden worden genomen. 
In 2014 werd de locatie ontruimd en ging het collectief in de Antwerpse binnenstad verder onder de noemer Het Bos.